# Tour de Francia 1981
El 68.º Tour de Francia se disputó entre el 25 de junio y el 19 de julio de 1981 con un recorrido de 3758 km. dividido en un prólogo y 24 etapas. Participaron 15 equipos de 10 corredores de los que solo dos lograron finalizar la prueba con todos sus integrantes. El vencedor cubrió la prueba a una velocidad media de 37,844 km/h.

## Etapas
| Etapa   | Fecha  | Recorrido                       | Distancia (km) | Ganador             | Líder            |
| ------- | ------ | ------------------------------- | -------------- | ------------------- | ---------------- |
| Prólogo | 25 jun | Niza-Niza                       | 5,9 (CR)       | Bernard Hinault     | Bernard Hinault  |
| 1.ª     | 26 jun | Niza (Antibes)-Niza             | 97             | Freddy Maertens     | Bernard Hinault  |
| 2.ª     | 26 jun | Niza (Draguignan)-Niza          | 40 (CRE)       | Ti-Raleigh          | Gerrie Knetemann |
| 3.ª     | 27 jul | Niza-Martigues                  | 254            | Johan van der Velde | Gerrie Knetemann |
| 4.ª     | 28 jun | Martigues-Narbona               | 232            | Freddy Maertens     | Gerrie Knetemann |
| 5.ª     | 29 jun | Narbonne-Carcassonne            | 77,2 (CRE)     | Ti-Raleigh          | Gerrie Knetemann |
| 6.ª     | 30 jun | Saint-Gaudens-Saint-Lary-Soulan | 117,5          | Lucien Van Impe     | Phil Anderson    |
| 7.ª     | 1 jul  | Nay-Pau                         | 26,7 (CR)      | Bernard Hinault     | Bernard Hinault  |
| 8.ª     | 2 jul  | Pau-Burdeos                     | 227            | Urs Freuler         | Bernard Hinault  |
| 9.ª     | 3 jul  | Rochefort-sur-Mer-Nantes        | 182            | Ad Wijnands         | Bernard Hinault  |
| 10.ª    | 5 jul  | Nantes-Le Mans                  | 196,5          | René Martens        | Bernard Hinault  |
| 11.ª    | 6 jul  | Le Mans-Aulnay-sous-Bois        | 264            | Ad Wijnands         | Bernard Hinault  |
| 12.ª    | 7 jul  | Compiègne-Roubaix               | 246            | Daniel Willems      | Bernard Hinault  |
| 13.ª    | 8 jul  | Roubaix- Bruselas               | 107,3          | Freddy Maertens     | Bernard Hinault  |
| 14.ª    | 8 jul  | Bruselas- Zolder                | 137,8          | Eddy Planckaert     | Bernard Hinault  |
| 15.ª    | 9 jul  | Beringen- Hasselt               | 157            | Freddy Maertens     | Bernard Hinault  |
| 16.ª    | 10 jul | Mulhouse-Mulhouse               | 38,5 (CR)      | Bernard Hinault     | Bernard Hinault  |
| 17.ª    | 11 jul | Besanzón-Thonon-les-Bains       | 231            | Sean Kelly          | Bernard Hinault  |
| 18.ª    | 12 jul | Thonon-les-Bains-Morzine        | 199,5          | Robert Alban        | Bernard Hinault  |
| 19.ª    | 14 jul | Morzine-Alpe d'Huez             | 230,5          | Peter Winnen        | Bernard Hinault  |
| 20.ª    | 15 jul | Alpe d'Huez-Le Pleynet          | 134            | Bernard Hinault     | Bernard Hinault  |
| 21.ª    | 16 jul | Veurey-Saint-Priest             | 117,5          | Daniel Willems      | Bernard Hinault  |
| 22.ª    | 17 jul | Saint-Priest-Saint-Priest       | 46,5 (CR)      | Bernard Hinault     | Bernard Hinault  |
| 23.ª    | 18 jul | Auxerre-Fontenay-sous-Bois      | 207            | Johan van der Velde | Bernard Hinault  |
| 24.ª    | 19 jul | Fontenay-sous-Bois-París        | 186,8          | Freddy Maertens     | Bernard Hinault  |

CR = Contrarreloj individual
CRE = Contrarreloj por equipos

## Clasificación general
| Clasificación General final |             |
| --- | ----------- |
| \| 1. Bernard Hinault Francia \| 96h 19' 38" \| \| 2. Lucien Van Impe Bélgica \| + 14' 34" \| \| 3. Robert Alban Francia \| + 17' 04" \| \| 4. Joop Zoetemelk Holanda \| + 18' 21" \| \| 5. Peter Winnen Holanda \| + 20' 26" \| \| 6. Jean-René Bernaudeau Francia \| + 23' 02" \| \| 7. Johan De Muynck Bélgica \| + 24' 25" \| \| 8. Sven-Ake Nilsson Suecia \| + 24' 37" \| \| 9. Claude Criquelion Bélgica \| + 26' 18" \| \| 10. Phil Anderson Australia \| + 27' 00" \| \| 150 participantes, 121 clasificados \| \| |             |
| 1. Bernard Hinault Francia | 96h 19' 38" |
| 2. Lucien Van Impe Bélgica | + 14' 34"   |
| 3. Robert Alban Francia | + 17' 04"   |
| 4. Joop Zoetemelk Holanda | + 18' 21"   |
| 5. Peter Winnen Holanda | + 20' 26"   |
| 6. Jean-René Bernaudeau Francia | + 23' 02"   |
| 7. Johan De Muynck Bélgica | + 24' 25"   |
| 8. Sven-Ake Nilsson Suecia | + 24' 37"   |
| 9. Claude Criquelion Bélgica | + 26' 18"   |
| 10. Phil Anderson Australia | + 27' 00"   |
| 150 participantes, 121 clasificados |             |